# Иванов, Любомир
Любомир Лалов Иванов (болг. Любомир Лалов Иванов, родился 7 октября 1952 в Софии) — болгарский математик, географ, лингвист и политик.
Руководитель секции математической логики в Институте математики и информатики Болгарской академии наук (1990—2011 годов). Председатель Болгарской комиссии по антарктическим наименованиям с 1994 года и национальный представитель в Международном комитете по антарктической географической информации. Президент Фондации Манфред Вёрнер с 1994 года. Председатель Атлантического клуба в Болгарии (2001—2009 годов).

## Биография
Иванов родился 7 октября 1952 года в Софии. В период с 1986 по 1988 год организовал успешную диссидентскую кампанию против кандидатуры Софии на проведение в городе и на горе Витоша зимних Олимпийских игр 1992 и 1994 годов. С 1989 года активист независимой ассоциации «Экогласность». Автор Хартии '89 о защите болгарского природного наследия. Соучредитель ассоциации «Фонд дикой природы» и Партии зеленых в 1989 году. Участник болгарского Круглого стола в 1990 году. Член Национального координационного совета Союза демократических сил (1990—1991 годов). Депутат VII Великого Народного собрания Болгарии. Автор научных работ в области математики, информатики, лингвистики, топонимики, нашедших применение особенно в Обтекаемой системы романизации болгарского языка, которую ООН, Болгария, США и Великобритания приняли для официального употребления. Иванов предлагает свой подход к транслитерации кириллицы также для иных алфавитов, таких как русский. Участник четырёх антарктических экспедиций, автор первых болгарских топографических карт Антарктики. Научный руководитель топографической экспедиции Тангра 2004/05, отмеченной как событие в хронологии исследования Антарктики.

## Награды
В 1987 году был удостоен премии «Никола Обрешкова» — высшей национальной награды за достижения в области математики, данной за его монографию «Алгебраическая теория рекурсии». Награда УВКБ за его вклад в изучение проблем беженцев.